# Xốt đào
Xốt đào được sử dụng như một món ăn kèm trong ẩm thực Trung Quốc và các món ăn khác. Nó cũng được sử dụng trong bảo quản đào và chutney.
Sốt đào được dùng làm nước sốt tráng miệng làm lớp phủ trên bánh kếp, và các món mặn, chẳng hạn như gà nướng, tôm dừa và thịt lợn.